# Megaselia argiopephaga
Megaselia argiopephaga är en tvåvingeart som beskrevs av Ronald Henry Lambert Disney 1982. Megaselia argiopephaga ingår i släktet Megaselia och familjen puckelflugor.
Artens utbredningsområde är Sri Lanka. Inga underarter finns listade i Catalogue of Life.